# Tomás MacCurtain

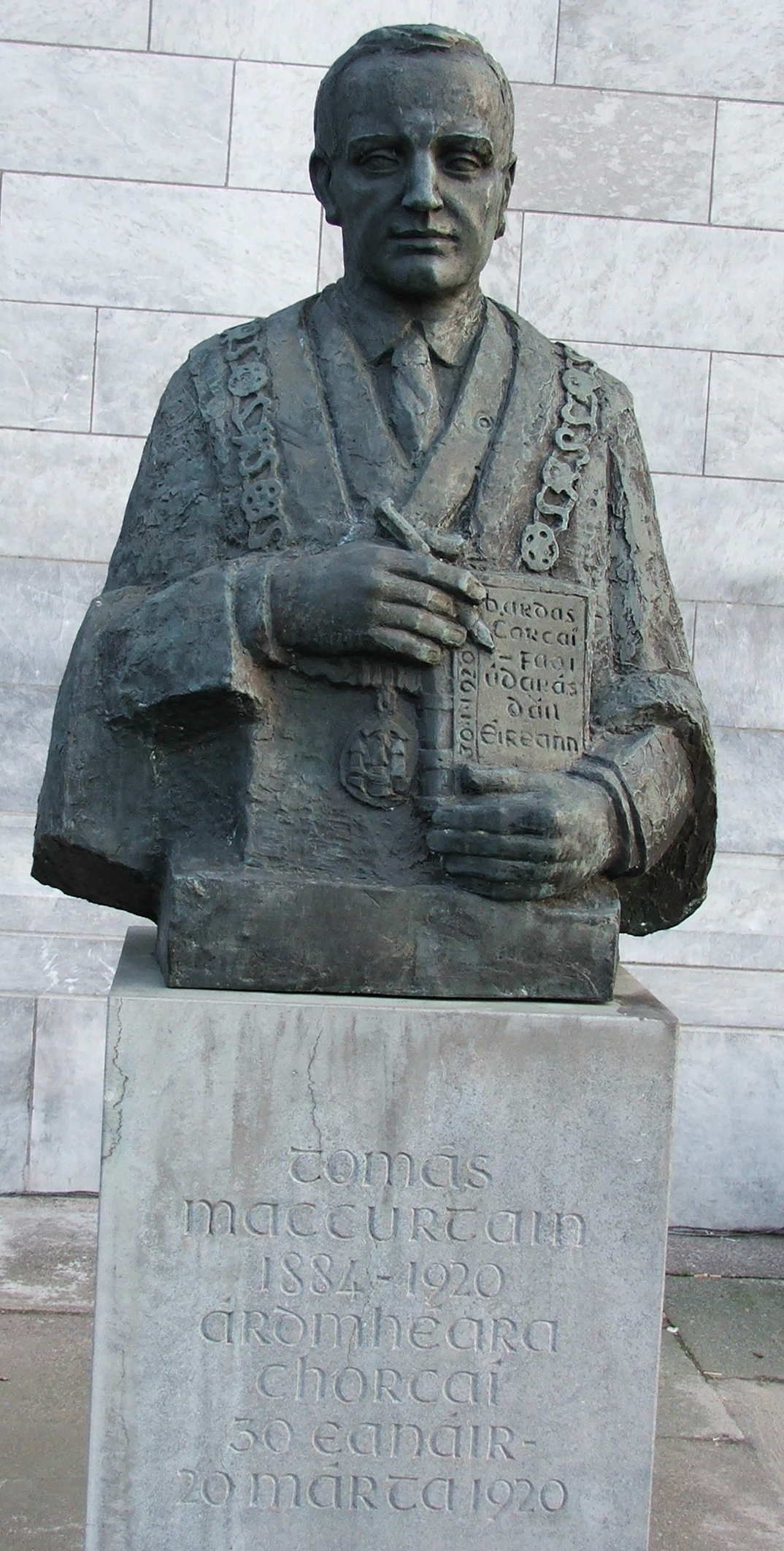
Tomás MacCurtain

Tomás MacCurtain (irisch Tomás Mac Curtáin, * 20. März 1884 in Ballyknockane, County Cork; † 20. März 1920 in Cork) war von Januar 1920 bis zu seinem Tod Oberbürgermeister von Cork.

## Leben
Tomás MacCurtain, der ursprünglich aus Ballyknockane im County Cork stammte, engagierte sich in der Gaelic League, der Irish Republican Brotherhood und den Irish Volunteers. Er war Kommandant der Irish Volunteers in Cork während des Osteraufstandes von 1916. Auch wenn es während des Aufstandes keine gewalttätigen Ausschreitungen in Cork gab, wurde MacCurtain so wie viele andere Mitglieder der Irish Volunteers in Cork anschließend verhaftet und eingesperrt. Die Gefangenen wurden erst im Laufe des Jahres wieder freigelassen. Auch während des Irischen Unabhängigkeitskrieges nahm MacCurtain einer der Anführer des Freiheitskampfes in Südirland.
Nach dem Sieg von Sinn Féin bei den Kommunalwahlen im Januar 1920 wurde MacCurtain zum Oberbürgermeister von Cork (Lord Mayor of Cork) gewählt. Er war damit der erste republikanische Amtsträger. Am Morgen des 20. März drangen maskierte Mitglieder der Royal Irish Constabulary in sein Haus ein und erschossen MacCurtain. Danach durchsuchten sie das Haus. Nach dem Mord kam es in Cork zu einem Aufschrei der Empörung. MacCurtain wurde auf dem Saint Finbarr’s Cemetery beigesetzt. Das Begräbnis zog eine große Menschenmenge an. Noch im selben Monat wurde Terence MacSwiney, ebenfalls ein Mitglied der Irish Volunteers sowie der Sinn Féin, zum neuen Oberbürgermeister gewählt.
Spätere Untersuchungen des Verbrechens führten zu einem Schuldspruch gegen Lloyd George und mehrere Mitglieder der RIC. Einer von ihnen, Oswald Swanzy, wurde am 22. August 1920 in Lisburn erschossen aufgefunden.